# مایک استم
مایک استم (به انگلیسی: Mike Stamm) (زادهٔ ۶ اوت ۱۹۵۲) شناگر اهل ایالات متحده آمریکا است.